# Aéroport de Ranai-Natuna
L'aéroport de Ranai-Natuna dessert Ranai, le chef-lieu du kabupaten (département) des îles Natuna. Il est situé sur la principale île de cet archipel.

## Compagnies aériennes et destinations
| Compagnies    | Destinations                         |
| ------------- | ------------------------------------ |
| Sriwijaya Air | Batam-Hang Nadim                     |
| Wings Air     | Batam-Hang Nadim                     |
| XpressAir     | Pontianak (Supadio) , Tanjung Pinang |

Édité le 08/03/2018

## Base aérienne
L'aéroport est également une base de l'armée de l'air indonésienne (TNI-AU). Celle-ci envisage d'en améliorer les installations et d'y installer à terme un escadron de Sukhoi Su-27 et Su-30.
L'armée de terre indonésienne de son côté envisage d'y déployer 4 hélicoptères d'attaque Boeing AH-64 Apache.